# Ronde van Friuli-Venezia Giulia
De Giro della Regione Friuli Venezia Giulia is een wielerwedstrijd voor mannen die jaarlijks wordt verreden in de Italiaanse regio Friuli-Venezia Giulia. De wedstrijd bestaat veelal uit drie tot en met zes etappes, per jaar is de hoeveelheid hiervan verschillend.

## Geschiedenis
De eerste editie van deze wedstrijd vond plaats in 1962 en enkel amateurrenners konden deelnemen. Sinds 2006 is de wedstrijd opgenomen op de UCI Europe Tour kalender, met een status van 2.2. Hedendaags kunnen enkel renners jonger dan 23 jaar deelnemen aan deze wedstrijd.
De editie van 1976 vond geen doorgang in verband met een aardbeving op 6 mei. De edities van 2005, 2016 en 2017 vonden eveneens geen doorgang. Sinds 2015 is A.S.D. Libertas Ceresetto de organisator van de koers en vindt deze plaats in september. Voor 2015 was de organisatie in handen van A.S.D. Gruppo Sportivo Giro Ciclistico del Friuli Venezia Giulia en vond de wedstrijd plaats in mei.
De wedstrijd is tweemaal gewonnen door een Belgische renner, in 2015 door Gaëtan Bille en in 2022 door Emiel Verstrynge. Bekende winnaars zijn onder andere Felice Gimondi (1963) en Tadej Pogačar (2018).

## Lijst van winnaars

### Meervoudige winnaars
| Overwinningen | Renner                 | Land     | Jaren      |
| ------------- | ---------------------- | -------- | ---------- |
| 2             | Giovanni De Franceschi | Italië   | 1962, 1964 |
| 2             | Alessio Peccolo        | Italië   | 1969, 1972 |
| 2             | Gilberto Simoni        | Italië   | 1991, 1993 |
| 2             | Rodolfo Ongarato       | Italië   | 1996, 1997 |
| 2             | Roeslan Pidhorny       | Oekraïne | 2001, 2003 |

### Overwinningen per land
| Overwinningen | Land                                                                               |
| ------------- | ---------------------------------------------------------------------------------- |
| 42            | Italië                                                                             |
| 3             | Slovenië                                                                           |
| 2             | België, Noorwegen Oekraïne, Rusland                                                |
| 1             | Duitsland, Frankrijk, Joegoslavië, Kroatië, Noorwegen, Servië, Verenigd Koninkrijk |